# Sky Radio
Sky Radio (Eigenschreibweise SkyRadio) war ein in Hessen empfangbarer, privater Hörfunksender der ursprünglich zur Gruppe News Corporation (u. a. BSkyB, Sky News) gehörte. Seit Februar 2006 gehört die internationale Sky Radio Group und somit auch Sky Radio Hessen zu einem Konsortium unter der Leitung der niederländischen Telegraaf Media Groep. Sitz des Senders, Studios und Redaktion war in Kassel. Damit wurde Sky Radio der einzige private Sender mit Sitz in Nordhessen.
Sky Radio ging in Hessen am 24. Dezember 2001 als 24-Stunden-Programm auf Sendung. Zu Beginn konnte das Programm lediglich auf nur einer UKW-Frequenz in Kassel ausgestrahlt werden, da zusätzliche UKW-Übertragungskapazitäten zu diesem Zeitpunkt noch nicht verfügbar waren. Sky Radio Hessen konnte jedoch im Laufe der Zeit sein Frequenznetz ausbauen und verfügte zuletzt über 23 UKW-Frequenzen. Insgesamt waren rund 40 feste und freie Mitarbeiter bei Sky Radio Hessen tätig.
Gegründet wurde Sky Radio Hessen als Nonstop-Musik-Sender ohne Moderation. Ein entsprechendes Konzept sendet seit 1988 der niederländische Muttersender „Sky Radio 101 FM“. Die Nachrichten erstellte eine eigene Nachrichtenredaktion. Am 11. Januar 2005 erfolgte jedoch unter dem neuen Programmdirektor Ulrich Manitz ein Imagewechsel: Sky Radio Hessen startete mit einem neuen Programmkonzept und moderierten Sendungen. Die jüngste Frequenzaufschaltung erfolgte am 16. Januar 2006. Seitdem konnte man auf der Frequenz 101,4 MHz auch in Wiesbaden und Mainz Sky Radio empfangen.
Am 6. Juli 2007 hat Telegraaf Media Groep 85 % von Sky Radio Groep übernommen. 10 % besitzt Vereniging Veronica und 5 % ist von management. Im November 2007 gab die deutsche Radioholding Regiocast bekannt, 49 % der Anteile an Sky Radio Hessen erworben zu haben. Regiocast hält an mehr als 30 vorrangig deutschen privaten Rundfunk- und Medienunternehmen Beteiligungen. 51 % bleiben in der Hand der durch Telegraaf Media Groep kontrollierte Sky Radio Group. Nationaler Vermarkter ist die AS&S Radio GmbH mit Sitz in Frankfurt am Main. Zusätzlich gründete Sky Radio zusammen mit dem ebenfalls in Hessen ansässigen privaten Sender Main FM die HESSEN14-49KOMBI.
Sky Radio Hessen wurde am 5. August 2008 eingestellt. Der Nachfolgesender hieß fortan Radio Bob, der sich Richtung Rockmusik orientiert.